# Marko Horvacki (slikar)
Marko Horvacki je (Subotica, 20. travnja 1883. – Zagreb, 16. ožujka 1966.) je bio mađarski i srbijanski (vojvođanski) slikar minijaturist i pedagog. Po zanimanju je bio školski učitelj. Rodom je Hrvat.
U Kalači je završio učiteljsku školu. Ondje je radio i kao učitelj. Njega je kao slikara vodio poznati mađarski slikar Eugen Maroti Major. U Prvom svjetskom ratu je bio mobiliziran na ratište i nakon nekog vremena je pao u ratno zarobljeništvo kod Rusa. Dok je bio zarobljenik, njegove je slike primijetio švedski zastupnik Crvenog križa koji je obišao ratne zarobljenike, pa je naručio šezdesetak minijatura za švedsku kraljevsku obitelj. Naposljetku su slike Horvackog prodavane i u Moskvi.
Nakon toga je radio u Subotici, gdje je u predavao u školama crtanje.
Bio je tajnik Društva vojvođanskih umjetnika.
Njegov umjetnički opus nije velik, ali ono čime je privukao pozornost na sebe su njegove malobrojne, ali izvrsno izrađene minijature. Portretirao je Ivana Antunovića za Subotičku maticu, oslikao je neke crkve u Subotici, a neke slike su završile u zbirci dr Jovana Milekića. Izlagao je na izložbama po Subotici. Od 1941. živi u Zagrebu, u kojem je ostao do smrti.